# آب‌مار نقاب‌دار
آب‌مار نقاب‌دار (نام علمی: Homalopsis buccata) نام یک گونه از تیره قمچه‌ماران است.